# Gastone Guidotti

Gastone Guidotti

Gastone Guidotti (Firenze, 29 settembre 1901 – 28 marzo 1982) è stato un diplomatico italiano, rappresentante permanente per l'Italia alle Nazioni Unite dal 1951 al 1955.

## Biografia

### Esordi
Figlio primogenito del generale e senatore Guido Guidotti, Gastone Guidotti si laurea in Giurisprudenza presso l'Università di Siena, nel luglio del 1923. Il 21 luglio 1925, a seguito di concorso, è nominato Volontario nella carriera diplomatico-consolare ed è chiamato a prestare servizio al Ministero degli affari esteri.

### Prime destinazioni
Nel 1926 è promosso addetto consolare e, successivamente, trasferito a Zurigo. Nel 1928 è trasferito a Dortmund e nel 1930 a Pernambuco. Il 19 novembre 1932 è trasferito a Praga con funzioni di Segretario di legazione. Nel 1935 è in servizio al Ministero alla Direzione generale degli Affari Politici e, nel 1936, alla Direzione generale Affari d'Europa e del Mediterraneo.
Primo Segretario di legazione a Belgrado, tra il 1936 e il 1940, rilascia il passaporto italiano agli ebrei ivi rifugiati, dopo il rifiuto del ministro Ciano e all'insaputa del Ministero degli Esteri. Nel 1942 è destinato a Stoccolma.

### Dopoguerra e successi in carriera
Nel 1945, Guidotti è Consigliere di legazione a Londra per soli due mesi, poi è incaricato della reggenza della legazione italiana a Praga e, nel 1946, di quella di Atene. Rappresentante politico dell'Italia presso il Governo Militare Alleato della "Zona A" di Trieste, nel 1947, Guidotti è promosso inviato straordinario e Ministro plenipotenziario di II classe.
Nel 1948 rientra a Roma per assumere la carica di Direttore Generale degli Affari Politici e, nel marzo-aprile del 1949, è componente della delegazione italiana per le trattative del Patto Atlantico.
Promosso Inviato straordinario e Ministro plenipotenziario di I classe, il 25 aprile 1951 Guidotti è destinato a New York come Capo della Rappresentanza permanente italiana presso le Nazioni Unite; in tale veste, nell'ottobre dello stesso anno, è a Parigi, come membro della delegazione italiana alla IV Assemblea Generale dell'O.N.U.
Nel novembre del 1952 Gastone Guidotti e il collega jugoslavo Aleš Bebler conducono alcune "conversazioni" per cercare di trovare una soluzione al problema di Trieste. La posizione italiana, definita qualche anno prima da Alcide De Gasperi, è quella che il Territorio Libero di Trieste (Zone "A" e "B") sia diviso secondo una "la linea etnica continua". La Jugoslavia fa tre proposte alternative: 1) che l'Italia conceda alla Slovenia un corridoio nella baia di Muggia, in cambio di una striscia di territorio costiero della "Zona B" fino a Capodistria inclusa; 2): una spartizione del territorio lungo l'esistente confine tra la "Zona A" e la "Zona B" con uno scambio di garanzie reciproche sulla tutela delle minoranze e la costituzione di un porto franco a Trieste; 3) la possibilità di una amministrazione congiunta, italiana e iugoslava delle due zone. Le "conversazioni" non hanno alcun esito immediato ma, circa tre anni dopo, i due paesi si accorderanno sulla base della seconda soluzione proposta dalla Jugoslavia.
Guidotti lascia la rappresentanza permanente il 18 aprile 1955, per essere destinato a Belgrado e successivamente a Vienna (1958), con credenziali di ambasciatore..
L'8 luglio 1960, Guidotti è promosso Ambasciatore di ruolo e, l'anno dopo, è a Bonn, quale Ambasciatore d'Italia nella Repubblica Federale di Germania e, nel 1964, ambasciatore a Londra.

### Ultimi anni
Nell'ottobre del 1966, alla scadenza naturale del suo collocamento a riposo, Guidotti è trattenuto in servizio e rimane in carica come Ambasciatore d'Italia presso il Regno Unito, sino al dicembre del 1968.
Acuto osservatore, Guidotti ci ha lasciato e pubblicato numerosi documenti che brillano per profondità di analisi. In particolare, è degno di attenzione il suo ultimo rapporto, intitolato "La Gran Bretagna e l'Europa", nel quale Guidotti individua la Gran Bretagna - ancora non entrata nell'Unione europea per il "veto" francese - e l'appoggio italiano al suo ingresso nella CEE, come il centro di gravità della politica estera italiana; per costruire l'Europa moderna - asseriva il diplomatico toscano - non sarebbero stati sufficienti soltanto sei Stati (i sei fondatori), in un contesto dove la supremazia francese era già al tramonto e la forza economica tedesca si stava rivolgendo sempre più verso i mercati extra-europei.
Lasciata la diplomazia, nel 1971 Guidotti è nominato Consigliere di Stato ed è chiamato alla direzione della Rivista Affari Esteri, sino al 1978.

## Opere
- Gastone Guidotti, Un ricordo di Carlo Sforza, in: Affari Esteri, n. 15/1972, pag. 78
- Gastone Guidotti, Effetti della crisi, in: Affari Esteri, n. 25/1975, pag. 69
- Gastone Guidotti, La distensione: cosa ne rimane, in: Affari Esteri, n. 30/1976, pag. 159
- Gastone Guidotti, Siglario di Enti e Imprese economiche, in: Affari Esteri, n. 38/1978, pag. 376
- Gastone Guidotti, La Gran Bretagna e l'Europa, in: Affari Esteri, n. 55/1982, pag. 361